# Xã Sidonia, Quận Mountrail, Bắc Dakota
Xã Sidonia (tiếng Anh: Sidonia Township) là một xã thuộc quận Mountrail, tiểu bang Bắc Dakota, Hoa Kỳ. Năm 2010, dân số của xã này là 15 người.